# Sahjanwa
Sahjanwa é uma cidade e uma nagar panchayat no distrito de Gorakhpur, no estado indiano de Uttar Pradesh.

## Demografia
Segundo o censo de 2001, Sahjanwa tinha uma população de 25,091 habitantes. Os indivíduos do sexo masculino constituem 53% da população e os do sexo feminino 47%. Sahjanwa tem uma taxa de literacia de 57%, inferior à média nacional de 59.5%: a literacia no sexo masculino é de 70% e no sexo feminino é de 43%. Em Sahjanwa, 17% da população está abaixo dos 6 anos de idade.